# Ciipher
Ciipher (кор. 싸이퍼) — південнокорейський бой-бенд, створений південнокорейським співаком Rain під керівництвом R.A.I.N. Company. До складу гурту входять сім хлопців: Тан, Хві, Хюнбін, Кейта, Таг, Дохван та Вон. Гурт дебютував 15 березня 2021 року з мініальбомом I Like You.

## Кар'єра

### До дебюту
Підготовка до дебюту гурту тривала три роки. Про вибір учасників для свого першого гурту, під керівництвом його компанії Rain сказав: «Було багато факторів, залучених до процесу створення Ciipher, але коли я зустрів цих юнаків, я відчув, що можу покластися на них. Не тільки мій час чи мої навички, але й усе, що я мав і зробив. Незалежно від того, хороші результати у гурту чи ні, я не думаю, що буду шкодувати про те, що я дав цьому гурту. Ось такі вони талановиті і виховані».
До того як приєднатися до гурту, багато учасників пройшли прослуховування в популярних телевізійних програмах або стажувалися на інших великих лейблах. У грудні 2014 року Тан брав участь у реаліті-шоу на виживання від телеканалу Mnet No.Mercy під своїм іменем Чхве Соквон. Однак він не потрапив до остаточного складу чоловічого гурту Monsta X у 2015 році. Кейта та Дохван були колишніми учасниками шоу YG Entertainment Treasure Box, але вони обидва не потрапили до остаточного дебютного складу гурту. Вон був учасником програми Under Nineteen під своїм іменем Пак Сон Вон. Він став членом дебютного складу, посівши 7 місце. Вон дебютував як учасник 1the9 13 квітня 2019 року, але гурт офіційно був розформований 8 серпня 2020 року. Хюнбін був колишнім учасником Produce X 101 під керівництвом Starship Entertainment і вибув у 8 епізоді, посівши 32 місце.

### 2021: дебют зI Like YouіBlind
12 грудня 2020 року Rain оголосили, що Ciipher дебютує зі своїм першим мініальбомом I Like You 15 березня 2021 року.
28 вересня 2021 року Ciipher випустили свій другий мініальбом Blind.

### 2022–дотепер:The Code
11 травня 2022 року Ciipher випустили свій третій мініальбом The Code.
Кейта і Таг брали участь у реаліті-шоу на виживання Boys Planet, але Таг покинув зйомки до начала показу. Кейта вибув у фінальному епізоді.
20 лютого 2023 Хьонбін став учасником реаліті-шоу Fantasy Boys.

## Учасники
Адаптовано з їхнього профілю на Naver та офіційного веб-сайту.
| Сценічний псевдонім | Сценічний псевдонім | Сценічний псевдонім | Справжнє ім'я  | Справжнє ім'я   | Справжнє ім'я | Дата народження           | Позиція у гурті                      | Місце народження                       |
| Українською         | Латиницею           | Хангилем            | Українською    | Латиницею       | Хангилем      | Дата народження           | Позиція у гурті                      | Місце народження                       |
| ------------------- | ------------------- | ------------------- | -------------- | --------------- | ------------- | ------------------------- | ------------------------------------ | -------------------------------------- |
| Хьонбін             | Hyunbin             | 현빈                | Мун Хьонбін    | Moon Hyunbin    | 문현빈        | 26 лютого 2000 (25 років) | Лідер, вокаліст                      | Сеул, Південна Корея                   |
| Тан                 | Tan                 | 탄                  | Чхве Соквон    | Choi Seokwon    | 최석원        | 25 серпня 1996 (28 років) | Провідний вокаліст                   | Чханвон, Кьонсан-Намдо, Південна Корея |
| Хві                 | Hwi                 | 휘                  | Кім Бюнгин     | Kim Byeong Geun | 김병근        | 4 лютого 1999 (26 років)  | Головний танцюрист, вокаліст, віжуал | Ільсан, Південна Корея                 |
| Кейта               | Keita               | 케이타              | Теразоно Кейта | Terazono Keita  | —             | 4 липня 2001 (23 роки)    | Репер, провідний танцюрист           | Осака, Японія                          |
| Таг                 | Tag                 | 태그                | Йом Тегюн      | Yeom Taegyun    | 염태균        | 30 вересня 2002 (22 роки) | Головний репер, вокаліст             | Тегу, Південна Корея                   |
| Дохван              | Dohwan              | 도환                | Гіль Дохван    | Gil Dohwan      | 길도환        | 26 серпня 2003 (21 рік)   | Головний вокаліст                    | Йон'ін, Кьонгі, Південна Корея         |
| Вон                 | Won                 | 원                  | Пак Сонвон     | Park Sung Won   | 박성원        | 18 грудня 2003 (21 рік)   | Репер, макне                         | Інчхон, Південна Корея                 |

## Дискографія

### Мініальбоми
| Назва      | Деталі мініальбому | Пікові позиції у чарті | Продажі                  |
| Назва      | Деталі мініальбому | KOR                    | Продажі                  |
| ---------- | --- | ---------------------- | ------------------------ |
| I Like You | - Реліз: 15 березня 2021 - Лейбл: R.A.I.N. Company, Kakao Entertainment - Формат: CD, цифрове завантаження Трек-лист 1. «Solo» (모태솔로) 2. «I Like You» (안꿀려) 3. «Give Me Love» 4. «Fire» 5. «Fall in Love»                 | 28                     | - Південна Корея: 16,475 |
| Blind      | - Реліз: 28 вересня 2021 - Лейбл: R.A.I.N. Company, Kakao Entertainment - Формат: CD, цифрове завантаження Трек-лист 1. «Moon Night» 2. «Blind» (콩깍지) 3. «Joker» 4. «Go Ahead» 5. «That's Okay» (괜찮아)                      | 7                      | - Південна Корея: 24,264 |
| The Code   | - Реліз: 11 травня 2022 - Лейбл: R.A.I.N. Company, Kakao Entertainment - Формат: CD, цифрове завантаження Трек-лист 1. «The Code (Intro)» 2. «Fame» 3. «Slam the Door» 4. «On a Highway» 5. «You» (너를 다시) 6. «Stay» (있을게) | 8                      | - Південна Корея: 11,781 |

### Сингли
| Назва                 | Рік  | Альбом     |
| --------------------- | ---- | ---------- |
| «I Like You» (안꿀려) | 2021 | I Like You |
| «Blind» (콩깍지)      | 2021 | Blind      |
| «Fame»                | 2022 | The Code   |

## Відеографія

### Музичні кліпи
| Назва                 | Рік  | Прим.  |
| --------------------- | ---- | ------ |
| «I Like You» (안꿀려) | 2021 | [ 21 ] |
| «Blind»               | 2021 | [ 22 ] |
| «Fame»                | 2022 | [ 23 ] |

## Нагороди та номінації
| Нагорода                           | Рік  | Категорія                        | Номінант | Результат | Прим.  |
| ---------------------------------- | ---- | -------------------------------- | -------- | --------- | ------ |
| Asia Artist Awards                 | 2021 | Male Idol Group Popularity Award | Ciipher  | Номінація | [ 24 ] |
| Korea Culture Entertainment Awards | 2021 | K-Pop Star Award                 | Ciipher  | Перемога  |        |